# Modelo jerárquico oculto de Markov
Un modelo jerárquico oculto de Markov (HHMM) es un modelo estadístico derivado del modelo oculto de Markov (HMM). En un HHMM cada estado se considera que es un modelo probabilístico auto-contenido. Dicho en otras palabras, cada estado del HHMM es en sí mismo un HHMM.
HHMMs y HMM son útiles en muchos campos, incluyendo el reconocimiento de patrones

## Introducción
A veces es útil el uso de HMMs en las estructuras específicas con el fin de facilitar el aprendizaje y la generalización. Por ejemplo, a pesar de que un HMM totalmente conectado siempre se podría utilizar si los suficientes datos de entrenamiento están disponibles, a menudo es útil para limitar el modelo no permitiendo transiciones de estado arbitrarias. De la misma manera que puede ser beneficioso para incrustar el HMM en una estructura mayor; el que, teóricamente, puede no ser capaz de resolver cualquier otro problema que el HMM básico, pero se puede resolver algunos problemas de manera más eficiente cuando se trata de la cantidad de datos de entrenamiento requerido.
Los Modelos de Markov jerárquicos se pueden aplicar para categorizar el comportamiento humano en diferentes niveles de abstracción. Por ejemplo, una serie de observaciones simples, como la ubicación de una persona en una habitación, se puede interpretar para determinar la información más compleja, como por ejemplo en qué tarea o actividad que la persona está realizando. Hay dos tipos de modelos de Markov: jerárquica del modelo oculto de Markov jerárquico y el modelo de Markov oculto abstracta. Ambos se han utilizado para el reconocimiento de comportamiento, y ciertas propiedades de independencia condicional entre diferentes niveles de abstracción en el modelo permiten un aprendizaje más rápido y la inferencia.

## EL HHMM
El modelo de Markov oculto jerárquica
En el modelo de Markov oculto jerárquico (HHMM) cada estado se considera que es un modelo probabilístico autónomo. Más precisamente, cada estado de la HHMM es en sí mismo un HHMM. Esto implica que los estados de la HHMM emiten secuencias de símbolos de observación en lugar de símbolos de observación individuales como es el caso para los estados HMM estándar.

Cuando se activa un estado en un HHMM, se activará su propio modelo probabilístico, es decir, se activará uno de los estados de la HHMM subyacente, que a su vez puede activar su HHMM subyacente y así sucesivamente. El proceso se repite hasta que un estado especial, llamado un estado de producción, se activa. Sólo los estados de producción emiten símbolos de observación en el sentido HMM usual. Cuando el estado de la producción se ha emitido un símbolo, el control vuelve al estado que activa el estado de producción. Los estados que no emitan directamente observaciones símbolos son llamados estados internos. La activación de un estado en un HHMM bajo un estado interno se denomina una transición vertical de . Después de que se completó una transición vertical, una transición horizontal se produce a un estado dentro del mismo nivel. Cuando una transición horizontal conduce a una terminación de control de estado se devuelve al estado en el HHMM, más arriba en la jerarquía, que produjo la última transición vertical.
Recuerde que una transición vertical puede resultar en transiciones más vertical antes de llegar a una secuencia de estados de producción y, finalmente, volver al nivel superior. Así, la producción estados visitados da lugar a una secuencia de símbolos de observación que se "produce" por el estado en el nivel superior.
Los métodos para estimar la estructura de parámetros y modelo HHMM son más complejos que para el HMM y el lector interesado puede consultar (Fine et al. , 1998).
Cabe señalar que el HMM y HHMM pertenecen a la misma clase de clasificadores. Es decir, que se pueden utilizar para resolver el mismo conjunto de problemas. De hecho, el HHMM se puede transformar en un HMM estándar. Sin embargo, el HHMM utiliza su estructura para resolver un subconjunto de los problemas de manera más eficiente.